# Klimafinanzierung

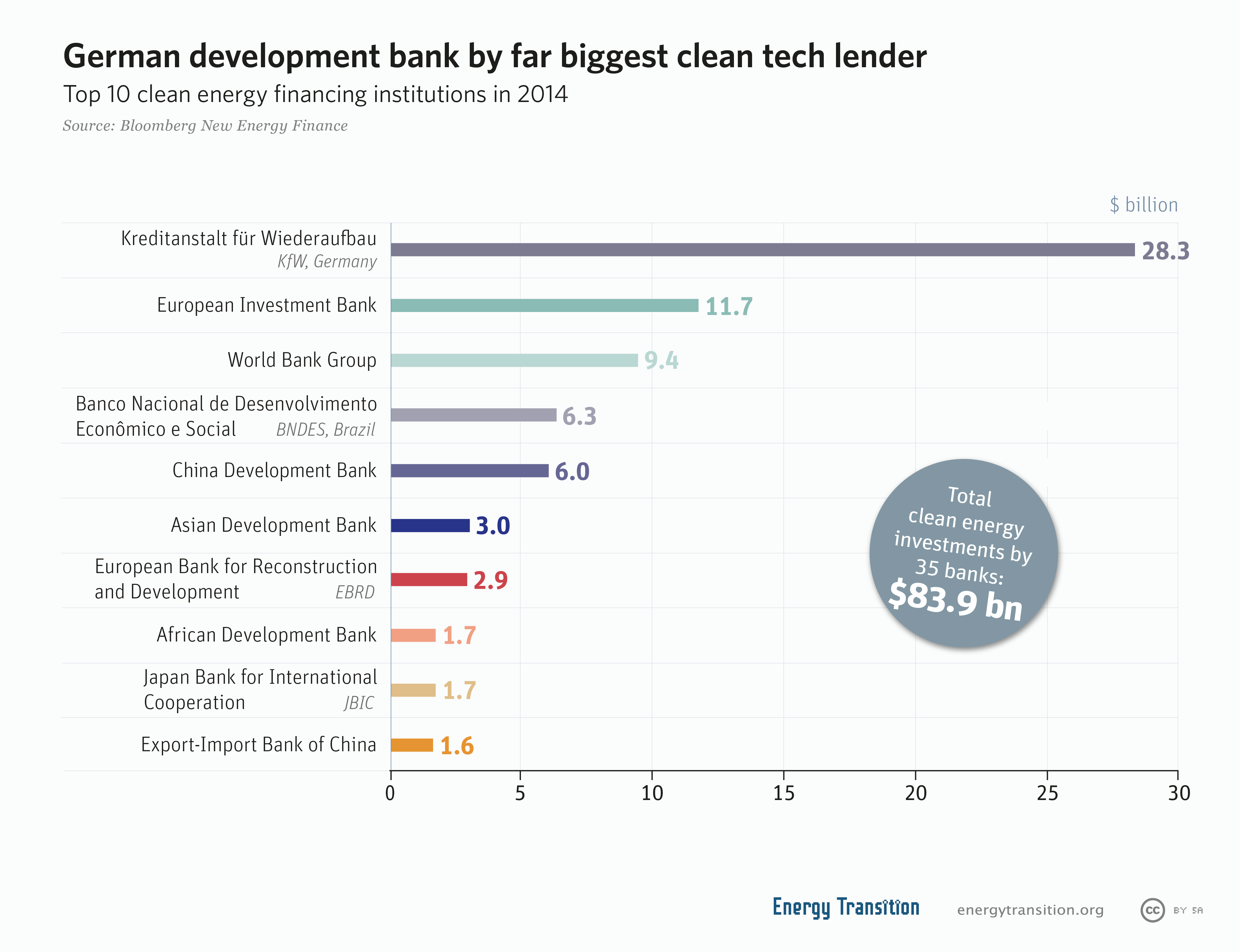

Mit dem Begriff Klimafinanzierung wird im engeren Sinne, gemäß der Klimarahmenkonvention der Vereinten Nationen, die finanzielle Unterstützung von Maßnahmen zur Vermeidung bzw. Reduzierung von Treibhausgas-Emissionen („Mitigation“, Klimaschutz) und von Maßnahmen zur Anpassung an die Folgen der globalen Erwärmung („Adaptation“, Anpassung an die globale Erwärmung) bezeichnet. Oft werden darunter Finanzmittel gefasst, die Industrieländer den ärmeren Entwicklungsländern zur Verfügung stellen. Im weiteren Sinne umfasst der Begriff aber auch sämtliche Finanzflüsse für den Klimaschutz oder die Anpassung an die klimatischen Veränderungen, d. h. auch private Investitionen oder öffentliche Mittel unabhängig von Ursprung und Ort des Einsatzes der Mittel. Neuerdings wird der Begriff auch erweitert um finanzielle Mittel zur Bewältigung bzw. Ausgleich von unvermeidlichen Schäden und Verlusten infolge des Klimawandels. Klimafinanzierung in diesem Sinn betrifft die drei Säulen des Handelns im Pariser Abkommens, Minderung, Anpassung und Verluste und Schäden. Die Klimafinanzierung ist eines der wichtigsten Themen der Klimapolitik.
Der Bedarf ist groß: die Entwicklungsländer sind mit den Folgen des Klimawandels wie einem Meeresspiegelanstieg, Niederschlagsveränderungen und dem häufigeren Auftreten von Extremwetterereignissen konfrontiert. Um katastrophale Schäden zu vermeiden, müssen sich diese Länder an die klimatischen Veränderungen anpassen. Die Kosten dafür werden nach einer Schätzung des Umweltprogramms der Vereinten Nationen bis 2030 auf jährlich 140–300 Mrd. US-Dollar, bis 2050 auf jährlich 280–500 Mrd. US-Dollar anwachsen – und dies unter der Annahme, dass die globale Erwärmung auf maximal 2°C begrenzt werden kann.
Zu diesen Kosten soll die Klimafinanzierung beitragen. Ihren Ursprung hat die Klimafinanzierung in Artikel 4.3 und 4.4. der UN-Klimarahmenkonvention, die die Industriestaaten völkerrechtlich zur finanziellen Unterstützung verpflichtet. Der auf der UN-Klimakonferenz in Paris 2015 (COP 21) vereinbarte Weltklimavertrag bekräftigt (in seinem Artikel 9) diese Verpflichtung. Die Klimafinanzierung soll dazu beitragen, die Ziele des Pariser Klimaschutzabkommens zu erreichen, darunter das Ziel, die globale Erwärmung auf deutlich unter 2 °C bzw. auf maximal 1,5 °C über dem vorindustriellen Niveau zu begrenzen und dafür auch die weltweiten Finanzsströme für eine kohlenstoffarme und klimawandelresiliente Entwicklung umzuschichten. Dafür sind in den nächsten Jahrzehnten hohe Investitionen in den Entwicklungs- und Industrieländern notwendig. Viele der ärmeren Länder haben jedoch begrenzte Möglichkeiten, Klimaschutz, Anpassung und die Bewältigung unvermeidlicher Schäden aus eigener Kraft zu finanzieren, weshalb hier die finanzielle Unterstützung der Industrieländer benötigt wird. Eine besondere Verantwortung der Industrieländer hierzu lässt sich aus ihrem im Weltmaßstab hohen Wohlstandsniveau und dem Verursacherprinzip ableiten, haben die Industrieländer doch bisher einen Großteil der globalen Erwärmung verursacht. In der Klimarahmenkonvention ist dies im Prinzip der „gemeinsamen, aber differenzierten Verantwortlichkeiten und jeweiligen Leistungsfähigkeiten“ verankert.
Bereits auf der weitgehend gescheiterten UN-Klimakonferenz in Kopenhagen 2009 versprachen die Industrieländer, die Klimafinanzierung bis 2020 auf 100 Mrd. US-Dollar pro Jahr anzuheben und dafür Mittel aus öffentlichen Quellen bereitzustellen, aber auch private Investitionen zu mobilisieren. Im Jahr 2019 wurde laut OECD Klimafinanzierung in Höhe von 79,6 Mrd. US-Dollar bereitgestellt. Nach Einschätzung des OECD-Generalsekretärs Mathias Cormann wird das 100 Mrd.-Ziel bis 2020 nicht erreicht werden. Die Berechnungsmethoden der OECD wurden 2015 kritisiert, weil sie es den Industrieländern erlauben  würden, die geleistete Unterstützung in besserem Licht darzustellen, als möglicherweise berechtigt ist.
Die öffentliche Klimafinanzierung wird in der Regel über die existierenden Kanäle der bilateralen Entwicklungszusammenarbeit geleistet. Außerdem bestehen eine Reihe von multilateralen Klimafonds (darunter der Grüne Klimafonds oder die Globale Umweltfaziliztät), die sich aus Beiträgen der Industrieländer finanzieren. Auch die multilateralen Entwicklungsbanken finanzieren Klima-Programme in den ärmeren Ländern. Außerdem gibt es eine Reihe von Initiativen, Fazilitäten und Fonds, mit denen die Industrieländer private Investitionen in den ärmeren Ländern zu mobilisieren versuchen. Nach den Regeln des Pariser Abkommens wird regelmäßig über geleistete Unterstützung berichtet.

## Politische Meilensteine der Klimafinanzierung unter der Klimarahmenkonvention
Fragen zur internationalen Finanzierung des Klimaschutzes als Teil der Klimarahmenkonvention (UNFCCC) wurden seit den 1990er Jahren diskutiert. Später kam die Finanzierung der Anpassung an den Klimawandel hinzu. 2009 auf der UN-Klimakonferenz in Kopenhagen wurden konkrete Zusagen für die Finanzierung gemacht. Über die Jahre sind eine Reihe von multilateralen Klimafonds entstanden, das Pariser Abkommen setzt die Unterstützungsverpflichtung der Industrieländer fort.
| Anlass                                                                   | Jahr                 | Meilenstein |
| ------------------------------------------------------------------------ | -------------------- | --- |
| Verabschiedung der Klimarahmenkonvention der Vereinten Nationen (UNFCCC) | 1992 (1994 in Kraft) | Formulierung der völkerrechtlich verbindlichen Verpflichtung der im Annex II gelisteten Industrieländer zur Unterstützung der Entwicklungsländer bei Klimaschutz und Anpassung an den Klimawandel mit „neuen und zusätzlichen“ Mitteln.                                     |
| Gründung der Globalen Umweltfazilität (GEF)                              | 1994                 | Multilaterale Fazilität zur finanziellen Unterstützung der Entwicklungsländer bei der Umsetzung der aus der Konferenz der Vereinten Nationen über Umwelt und Entwicklung hervorgegangenen Rio-Konventionen, d. h. die UNFCCC, die UNCBD und die UNCCD.                      |
| Kyoto-Protokoll                                                          | 1997 (2005 in Kraft) | Einigung auf eine Abgabe auf Projekte des Clean Development Mechanism als innovative Quelle zur Finanzierung von Anpassungsmaßnahmen. |
| UN-Weltklimakonferenz in Bonn (COP6.5)                                   | 2001 (COP6.5)        | In einer gemeinsamen Erklärung setzen sich Europäische Union und ihre Mitgliedsländer zusammen mit Kanada, Island, Neuseeland, Norwegen und der Schweiz das Ziel, die finanzielle Unterstützung bis 2005 auf 410 Millionen US-Dollar pro Jahr anzuheben.                    |
| Marrakesch-Akkord                                                        | 2001 (COP7)          | Einrichtung des Special Climate Change Fund des Least Developed Countries Fund und des Adaptation Fund. |
| Bali Action Plan                                                         | 2007                 | Schaffung eines Verhandlungsmandats für ein umfassendes Abkommen, einschließlich finanzieller Unterstützung. |
| Copenhagen-Accord                                                        | 2009                 | Zusagen der Industrieländer, in den Jahren 2010–2012 30 Milliarden US$ als kurzfristige Start-Finanzierung, und ab 2020 jährlich 100 Milliarden US$ bereitzustellen („100-Milliarden-Ziel“).                                                                                |
| Cancún-Vereinbarungen                                                    | 2010 (COP16)         | Beschluss der Vertragsstaatenkonferenz zur Einrichtung des „Green Climate Fund“; Formalisierung der in Kopenhagen getroffenen Finanzversprechen. |
| Pariser Klimaübereinkommen                                               | 2015 (COP21)         | Völkerrechtliche Verpflichtungen der Industrieländer zur Klimafinanzierung, in Fortsetzung der bestehenden Verpflichtungen unter der UNFCCC. Das 100-Milliarden-Ziel wird bis 2025 ausgeweitet, für danach soll ein neues, gemeinsames Finanzierungsziel vereinbart werden. |

## Grundsätzliche Fragen der Klimafinanzierung

### Geber und Empfänger der Klimafinanzierung
In der UN-Klimarahmenkonvention von 1992 ist festgelegt, dass prinzipiell jene Länder zur finanziellen Unterstützung verpflichtet sind, die im Annex II der Konvention aufgeführt sind. Im Wesentlichen handelt es sich dabei um die westlichen Industrieländer. Den Ländern des ehemaligen Ostblocks wurde damals keine Verpflichtung auferlegt vor dem Hintergrund der drastischen ökonomischen Herausforderungen, denen diese Länder nach dem Ende des Kalten Krieges ausgesetzt waren. Grundsätzlich haben alle Entwicklungsländer Anspruch auf die finanzielle Unterstützung.
Nicht geklärt wurde damals, ob und wie Länder im Laufe ihrer Entwicklung von der Empfängerseite auf die Geberseite herüberwechseln würden. Obwohl sich inzwischen die ökonomischen Realitäten stark verändert haben, gilt die Aufteilung von 1992 nach wie vor. Auch im Pariser Abkommen von 2015 akzeptieren die entwickelten Länder eine Verpflichtung zur finanziellen Unterstützung der Entwicklungsländer. Dies soll einerseits in Fortsetzung der bestehenden Verpflichtungen aus der UN-Klimarahmenkonvention geschehen, andererseits wird nicht ausdrücklich auf den Annex II der Klimarahmenkonvention Bezug genommen, sondern nur noch von „entwickelten Ländern“ gesprochen. Völkerrechtlich ist nicht eindeutig, ob nun sämtliche Industrieländer, d. h. auch die Industrieländer des ehemaligen Ostblocks, zur Klimafinanzierung verpflichtet sind, oder diese Verpflichtung weiterhin nur für die westlichen Industrieländer gilt. Darüber hinaus ermuntert das Pariser Abkommen allgemein alle übrigen Länder zur Unterstützung auf freiwilliger Basis.
Bei der Mobilisierung von privaten Investitionen bzw. der Umschichtung aller Finanzflüsse für eine klimaverträgliche und resiliente Entwicklung sind laut dem Pariser Abkommen alle Länder zum Handeln aufgefordert, allerdings gilt auch hier, dass die Industrieländer vorangehen sollen.

### Derzeitige Bereitstellung von Klimafinanzierung
Aktuell erfolgt Klimafinanzierung hauptsächlich durch private und öffentliche Finanzierungsinstrumente wie Zuschüsse, konzessionäre Kredite, Eigenkapital und den projektbasierten Durchführungsmechanismus des Clean Development Mechanism (CDM). Unter dem UNFCCC-Mandat werden Gelder durch die Globale Umweltfazilität (seit 1994 2,55 Milliarden US$), den Adaptation Fund und den CDM (bisher 18 Milliarden US$) bereitgestellt.  Alles in allem werden jährlich bisher ca. 8 Milliarden US-$ für Klimafinanzierung bereitgestellt.

## Institutionelle Ausgestaltung
Zurzeit gibt es sechs aktive große multilaterale und eine Vielzahl von bilateralen Fonds, die ihren Fokus auf die Klimafinanzierung legen. Mit Ausnahmen operieren die meisten dieser Fonds außerhalb des UNFCCC-Mandats. Unter dem UNFCCC-Mandat sind der CDM, der allerdings kein Fonds ist, und der Adaptation Fund die wichtigsten Institutionen, die Gelder zur Vermeidung von Treibhausgasemissionen und zur Anpassung an den Klimawandel bereitstellen. Mit der Gründung des Green Climate Fund beim Klimagipfel von Cancún sind die Grundlagen für die Etablierung eines neuen Instruments unter der UNFCCC gelegt, an das die Erwartung gerichtet ist, dass es in sehr viel größerem Maße Geld bereitstellen wird als die bisherigen Instrumente. Außerhalb des UNFCCC-Prozess wird Klimafinanzierung durch bilaterale sowie multilaterale Initiativen geleistet. Die multilaterale GEF operiert außerhalb der UNFCCC, muss aber vor ihr Rechenschaft ablegen. Als bilaterale Fonds außerhalb des UNFCCC-Mandats sind die „Cool Earth Partnership“ Japans, die norwegische „Climate and Forest Initiative“ und in Deutschland die deutsche Initiative für Klima und Umweltschutz (IKLU) und die Internationale Klimaschutz-Initiative (IKI) zu erwähnen. IKLU ist eine Sonderfazilität für Investitionen in klima- und umweltrelevanten Feldern. Die KfW-Entwicklungsbank verwaltet IKLU im Auftrag des Bundesministeriums für wirtschaftliche Zusammenarbeit und Entwicklung (BMZ). Die IKI steht unter der Leitung des Bundesministeriums für Umwelt, Naturschutz und Reaktorsicherheit (BMU) und wird organisatorisch von einem speziellen Programmbüro betreut. Sie speist sich aus Versteigerungserlösen im EU-Emissionshandel. In der Zukunft wird auch der neu eingerichtete Energie- und Klimafonds (EKF) eine wachsende Rolle spielen.
Diese sehr vielfältige Fonds- und Finanzierungslandschaft hat zu einer Fragmentierung und Dezentralisierung der Klimafinanzierung geführt, in deren Folge sich die Entwicklungsländer einer Vielzahl von unkoordinierten Finanzressourcen gegenübergestellt sehen. Diese Vielzahl an Finanzquellen mit verschiedenen zugrunde liegenden Ansätzen und unterschiedlichen Verwaltungsstrukturen macht ein Management dieser Finanzströme für sie daher sehr kompliziert.
| Abkürzung  | Name des Fonds |
| ---------- | --- |
| African DB | African Development Bank |
| AF         | Adaptation Fund |
| AFB        | Adaptation Fund Board |
| CBFF       | Congo Basin Forest Fund |
| CIF        | Climate Investment Funds |
| CTF        | Clean Technology Fund |
| FCPF       | Forest Carbon Partnership Facility                                                                                             |
| FIP        | Forest Investment Program |
| GEF        | The Global Environment Facility                                                                                                |
| GEF TF     | Global Environment Facility Trust Fund                                                                                         |
| GEEREF     | Global Energy Efficiency and Renewable Energy Fund                                                                             |
| LDCF       | Least Developed Countries Fund                                                                                                 |
| MDGF       | Millennium Development Goals Fund                                                                                              |
| PPCR       | Pilot Program for Climate Resilience                                                                                           |
| SCF        | Strategic Climate Fund |
| SCCF       | Special Climate Change Fund |
| SPA        | Strategic Priority on Adaptation                                                                                               |
| SREP       | Scaling-Up Renewables Energy Program for Low Income Countries                                                                  |

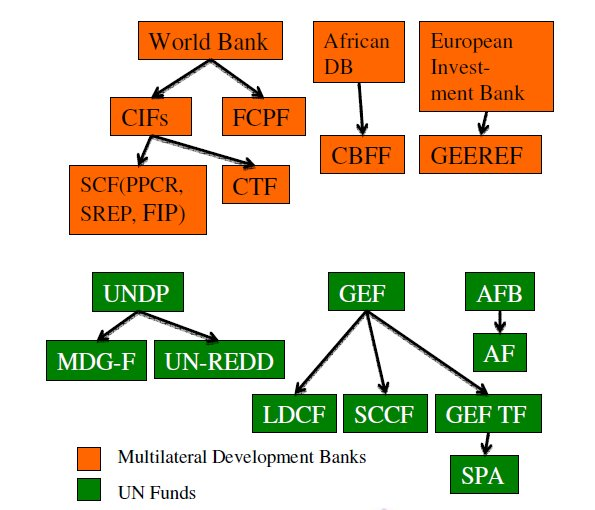
Klimafonds (ohne bilaterale Fonds). Eigene Darstellung nach climatefundsupdate.org

| UN-REDD    | United Nations Collaborative Programme on Reducing Emissions from Deforestation and Forest Degradation in Developing Countries |

## Stand der Klimafinanzierung nach Kopenhagen, Cancún und Durban

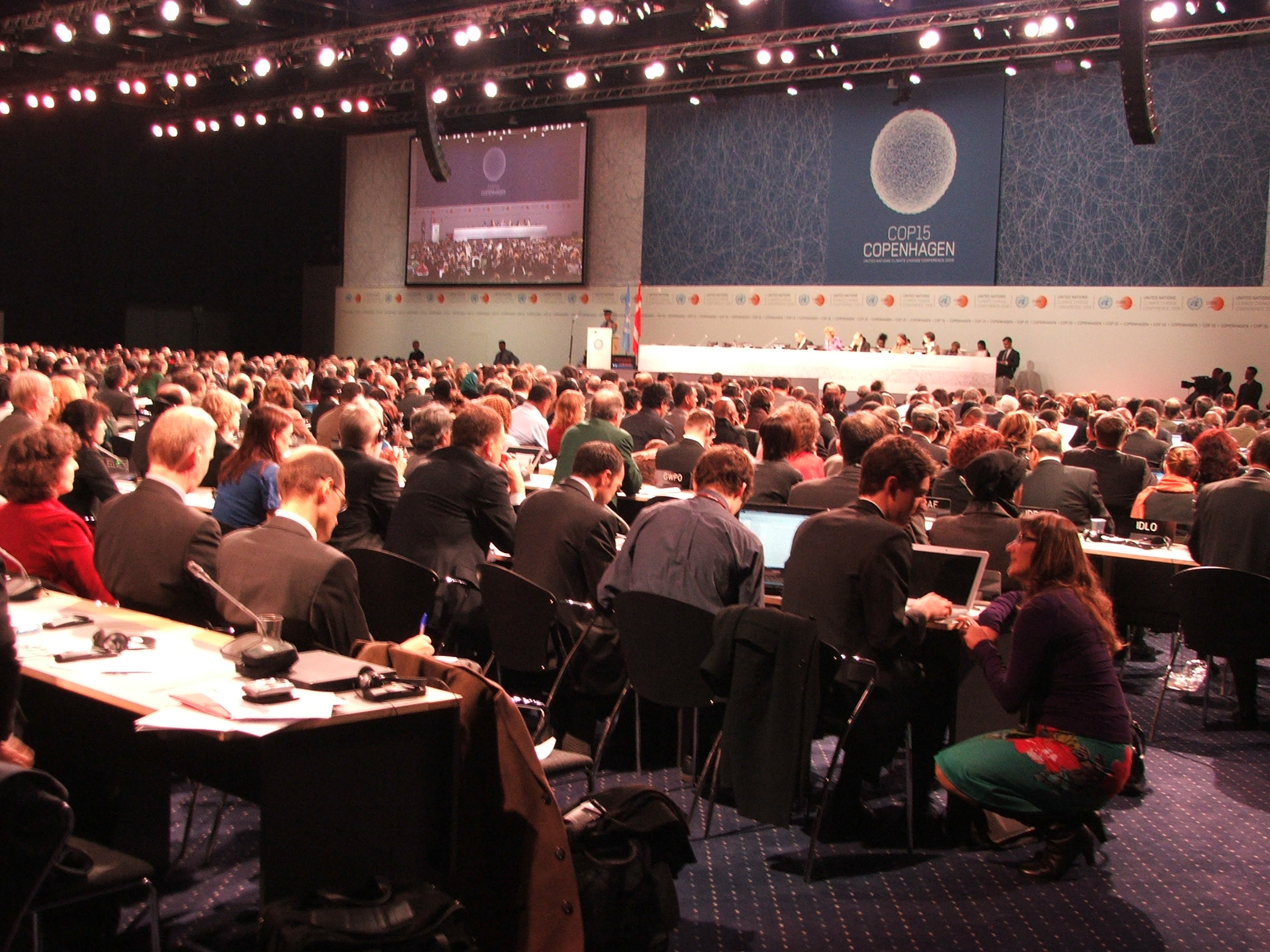
Die Eröffnungssitzung der COP 15 am 7. Dezember 2009.

Bei der UN-Klimakonferenz in Kopenhagen war die Klimafinanzierung einer der wenigen Bereiche, in dem Fortschritte verzeichnet werden konnten. Im Copenhagen Accord wurden seitens der Industrieländer zum ersten Mal konkrete Summen für sowohl eine kurzfristige als auch eine langfristige finanzielle Unterstützung für die Entwicklungsländer zugesagt. Wie der gesamte Copenhagen Accord, sind diese Zusagen jedoch nicht rechtlich verbindlich. Durch die Beschlüsse der Vertragsstaatenkonferenzen von Cancún (COP16) und Durban (COP17) wurden diese Versprechen zum Teil formalisiert und im Bereich des Green Climate Fund weiter konkretisiert.

### Schnellstartfinanzierung
In Absatz 8 des Copenhagen Accord sagten die Industriestaaten die Bereitstellung von „ausgeweiteter, neuer und zusätzlicher, vorhersehbarer und adäquater Finanzierung und verbessertem Zugang“ für die Verringerung von Treibhausgasemissionen, Anpassungsmaßnahmen, REDD+, Technologietransfer, Entwicklung neuer Technologien und Capacity Building für die Entwicklungsländer zu. Dabei ist eine ausgewogene Verteilung auf die beiden Bereiche Klimaschutz und Anpassung an den Klimawandel vorgesehen. Besonders verwundbare Staaten wie Least Developed Countries, Small Island Developing States und Afrika sollen in der Anpassungsfinanzierung prioritär bedacht werden. Insgesamt sagten die Geberländer bei der Schnellstartfinanzierung (engl. Fast-start Finance) insgesamt 30 Milliarden US$ verteilt auf die Jahre 2010–2012 zu. Deutschland beteiligte sich damals mit 1,26 Milliarden Euro.

### Das 100-Milliarden-Ziel der Klimafinanzierung
Im Copenhagen Accord haben sich die entwickelten Länder zudem zu dem Ziel verpflichtet, die Klimafinanzierung bis 2020 auf jährlich 100 Milliarden US$ zu erhöhen. Dafür wollen sie einerseits öffentlicher Gelder etwa im Rahmen der Entwicklungszusammenarbeit bereitstellen, andererseits aber auch solche privaten Investitionen anrechnen, die sie mobilisiert zu haben für sich beanspruchen (etwa über günstige Ko-Finanzierungsinstrumente). Als dritte Säule sind „alternative Quellen“ genannt, die aber seit 2009 nicht weiter spezifiziert wurden.  Die Finanzierung soll über vielfältige Kanäle umgesetzt werden, bilateral genauso wie multilateral. Das 100-Milliarden-Ziel erhielten durch die Beschlüsse von Cancún (COP16) einen formalen Status, blieb letztlich aber ein freiwilliges Ziel der Geberländer, die auch darauf achten, dass nur sie definieren, was wie zur Zielerfüllung angerechnet werden kann. Forderungen der Entwicklungsländer, Zwischenziele zu definieren blieben ergebnislos, ebenso der Versuch, die „alternativen Quellen“ näher zu definieren. Unter anderem um einige dieser Fragen politisch voranzubringen, wurde beim 17. Klimagipfel im südafrikanischen Durban ein Arbeitsprogramm zu den Fragen der Langfristfinanzierung beschlossen. Während z. B. eine Abgabe auf den Schiffs- und Luftverkehr bzw. ein Emissionshandelssystem hierzu im Beschlusstext zum Arbeitsprogramm nicht explizit enthalten ist, sind verschiedene Berichte als Grundlage für die Analyse von solchen und anderen innovativen Finanzquellen benannt. Mit solchen Finanzierungsquellen befasste sich 2011 auch der G20-Gipfel, blieb aber ohne konkrete Beschlüsse.
Auf der Pariser UN-Weltklimakonferenz wurde in den Begleitbeschlüsen zum Pariser Abkommen festgelegt, dass das 2020 zu erreichende Jahresniveau von 100 Milliarden US$ bis 2025 gehalten werden solle. Für die Zeit danach soll ein neues Ziel ausgehandelt werden, dass auf dem 100-Milliarden-Ziel aufbaut.

### Die Begriffe „neu und zusätzlich“
Ein schon lange diskutiertes aber ungelöstes Problem, auch nach dem Copenhagen Accord, ist die allgemeingültige und rechtlich verbindliche Definition der „neuen und zusätzlichen“ Finanzierung. So kommt es, dass es viele unterschiedliche Auffassungen von „neu und zusätzlich“ seitens der Staaten gibt. Zum Beispiel zählt Deutschland alle Mittel als „neu und zusätzlich“, die nach dem Basisjahr von 2009 gezahlt wurden. Die meisten anderen Länder haben hingegen gar keine offizielle Definition. Großbritannien sagte zur Kurzfristfinanzierung nur Mittel zu, die schon zuvor als Entwicklungshilfe bis 2013 zugesagt worden waren. Erst nach 2013 sollte die britische Klimafinanzierung zusätzlich zur Entwicklungshilfe geleistet werden.
Bisher scheint sich eine große Sorge der Entwicklungsländer also zu bewahrheiten: Die Kurzfristfinanzierung scheint nicht neu und zusätzlich zu sein, sondern es wird bereits existierende Entwicklungshilfe umgeschichtet von Hilfsprogrammen für Gesundheit, Bildung, Wasserversorgung oder Landwirtschaft zu Klimawandel oder in der Vergangenheit gemachte Zusagen zum Klimaschutz werden „recycled“ d. h. erneut ausgesprochen und angerechnet.
Beim Konzept der „zusätzlichen Kosten“ wird davon ausgegangen, dass oft nur ein Teil der Investitionen, die in ein Projekt fließen, zusätzliche, durch den Klimawandel verursachte Kosten abdecken. Zum Beispiel ist nicht immer der Brunnenbau an sich ein Anpassungsprojekt. Wenn aber diejenigen, die den Brunnen bauen, durch den Klimawandel drei Meter tiefer bohren müssen, um an Wasser zu gelangen, dann verursacht diese tiefere Bohrung zusätzliche Kosten. In der Realität ist es daher oft schwierig, zwischen Klimafinanzierung und Finanzierung der Entwicklungszusammenarbeit zu unterscheiden. Das Konzept der „zusätzlichen Kosten“ wird dann wichtig, wenn man die Größenordnungen von klimabezogener Entwicklungshilfe mit der Nachfrage nach Finanzmitteln zur Deckung zusätzlicher Kosten vergleichen möchte.
Die Frage, was „neu und zusätzlich“ in der Klimafinanzierung ist, ist also grundsätzlich schwierig zu beantworten. Die Grenzen zwischen Klimafinanzierung und Entwicklungshilfe sind fließend.

## Green Climate Fund
Beim Klimagipfel von Cancún wurde die Einrichtung des neuen Green Climate Fund (GCF), der bereits im Copenhagen Accord enthalten war, formal beschlossen. Der GCF soll Maßnahmen zum Klimaschutz und zur Anpassung an die Klimafolgen in Entwicklungsländern finanzieren, und zwar in einem deutlich größeren Umfang als bisher. Durch ihn soll ein Großteil der neuen multilateralen Finanzierung für Anpassung fließen. Eine konkrete Größenordnung für den Fonds – er ist nur ein Element unter mehreren zur Umsetzung der 100 Milliarden US$ – steht noch nicht fest; sie wird von seiner konkreten Ausgestaltung und vor allem der Höhe der Finanzbeiträge der Industrieländer abhängen. Mit dem Beschluss von Cancún wurde ein Ausschuss („Transitional Committee“) eingesetzt, der im Jahr 2011 das so genannte „Governing Instrument“, das Gründungsinstrument des GCF, ausarbeitete. Der Ausschuss setzte sich aus 15 Vertretern der Industrieländer und 25 Vertretern der Entwicklungsländer zusammen. Mit der abschließenden Vereinbarung beim Klimagipfel in Durban wurde der GCF endgültig auf den Weg gebracht und operationalisiert.

## Deutschlands Rolle in der internationalen Klimafinanzierung

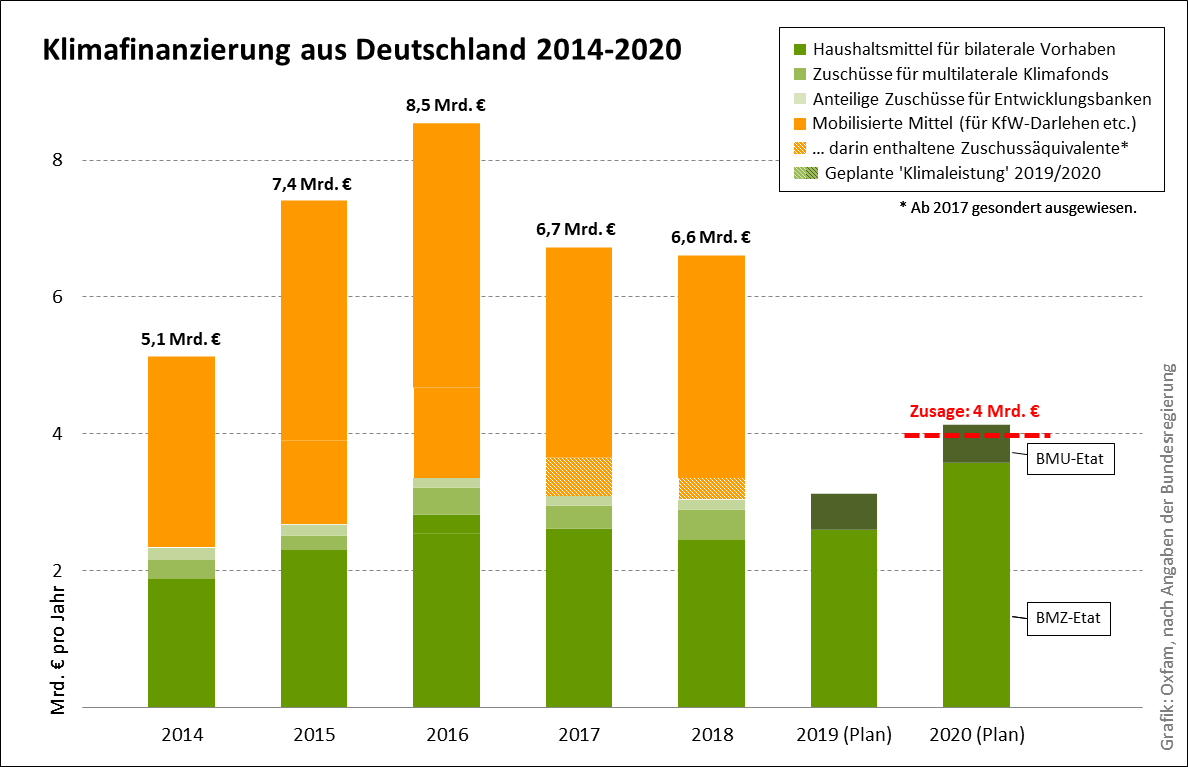
Klimafinanzierung aus Deutschland 2014–2020, aufgeteilt nach Zuschüssen für bilaterale Maßnahmen in den ärmeren Ländern und Beiträgen an multilaterale Klimafonds und Entwicklungsbanken.

Das Bundesministerium für wirtschaftliche Zusammenarbeit und Entwicklung (BMZ) finanziert schon seit langem Projekte und Maßnahmen in ärmeren Länder mit Bezug zum Klimawandel, auch zu Zeiten vor der Prägung des Begriffs Klimafinanzierung. Seit 1998 beobachtet der Ausschuss für Entwicklungshilfe (DAC) der OECD die Ausgaben der Geberländer für die Vermeidung von Treibhausgasemissionen der Nehmerländer mit ihren „Rio-Markern“.
Die deutsche Klimafinanzierung hat in den letzten zehn Jahren bedeutend zugenommen. Besonders in den Jahren bis 2016 war ein Anstieg zu verzeichnen. Bilaterale Zuschüsse und Entwicklungskredite über die KfW hatten bis 2016 ein Niveau von rund 8,5 Milliarden Euro erreicht. Seither sind die Mittel aus Deutschland allerdings wieder zurückgegangen. Eine wichtige Kenngröße sind die Mittel, die die Bundesregierung aus dem Bundeshaushalt zur Verfügung stellt. Für 2020 soll das Niveau von rund vier Milliarden Euro erreicht werden. Hinzu kommen weitere Mittel über Entwicklungskredite, zu deren Planzahlen es keine Informationen gibt.
Die deutschen Mittel der Klimafinanzierung stammen großenteils aus dem Bundesministerium für wirtschaftliche Zusammenarbeit und Entwicklung (BMZ). Seit dem Jahr 2008 ist auch das Bundesministerium für Umwelt, Naturschutz und Reaktorsicherheit (BMU) mit ihrer „Internationalen Klimaschutzinitiative“ (IKI) beteiligt.
Wie bei vielen anderen Ländern wird auch die deutsche Klimafinanzierung durch Zuschüsse und Kredite gewährleistet, wobei mehr als vier Fünftel der Mittel durch bilaterale Kanäle fließt, nur einen kleinen Teil der Klimafinanzierung leistet Deutschland über multilaterale Kanäle wie den Grünen Klimafonds oder die multilateralen Entwicklungsbanken. Die bilaterale Kooperation findet durch finanzielle (KfW) und technische Zusammenarbeit (GIZ) statt. Der größte Teil der deutschen Klimafinanzierung sind auch Mittel der Entwicklungszusammenarbeit und werden also auch auf das bestehende Ziel angerechnet, 0,7 Prozent des Bruttonationaleinkommens für die Entwicklungszusammenarbeit einzusetzen.

## Kritik

### Defizite am UNFCCC-Klimafinanzierungsprozess
Defizite am UNFCCC-Klimafinanzierungsprozess liegen in der fehlenden rechtlichen Definition des Begriffs „Klimafinanzierung“. Des Weiteren gibt es keine allgemein anerkannte Definition der Begriffe „neu und zusätzlich“. Dies führt zu der Tendenz der meisten Staaten, ihre Klimafinanzierung auf die Entwicklungshilfe anzurechnen oder ältere Zusagen umzuetikettieren. Zum Beispiel gab Deutschland in der Vergangenheit viele Projekte als „klimarelevant“ bei der OECD an, obwohl diese einen sehr fragwürdigen Bezug zum Klimaschutz hatten. Hier ist zum Beispiel der Schutz von archäologischen Stätten zu nennen, die bei der OECD von Deutschland als klimarelevant gemeldet wurden.
Nicht zuletzt ist die Quantifizierung der Finanzierungsverpflichtungen mangelhaft. Das liegt allgemein an der geringen Anzahl von quantifizierten Finanzierungszielen. Dazu kommt, dass es in den Fällen, in denen es quantifizierte Ankündigungen gibt, extrem schwierig wenn nicht unmöglich ist, diese klar zurückzuverfolgen und zu überprüfen, ob diese Zusagen auch erfüllt werden.
Zum Beispiel wurden mit der „Bonn Declaration“ im Jahr 2001 von 20 Industrieländern (darunter Deutschland und weitere 14 EU-Staaten) Zusagen über 410 Millionen US$ bis 2015 für die internationale Klimafinanzierung gemacht. Die Überwachung der Zusagen erwies sich allerdings als sehr schwierig. So gab es nicht ein einziges offizielles, von der EU herausgegebenes Dokument, das verlässliche und überprüfbare Zahlen enthielt.

### Kritik am Copenhagen Accord
Die Zusagen der Industrieländer im Copenhagen Accord bleiben weit hinter den von den Entwicklungsländern geforderten und benötigten Summen zurück (siehe dazu auch Stern-Report) und sind nicht rechtlich bindend. So bleibt vorerst offen, inwiefern die Zusagen tatsächlich erfüllt werden. Vor allem der Bedarf an Langfristfinanzierung wird wahrscheinlich weit über den versprochenen Mitteln liegen.

### Kritik an der deutschen Klimafinanzierung
Im Rahmen des Copenhagen Accord hat Deutschland einen durchschnittlichen Betrag von jährlich 420 Millionen € für die Jahre 2010 bis 2012 zugesagt. Für das Jahr 2010 wurden 350 Millionen € zugesagt. Davon sind allerdings nur 70 Millionen € „neue“ Zusagen. Alle anderen Beträge wurden schon vorher in anderen Zusammenhängen versprochen, z. B. bei der UN-Biodiversitätskonferenz im Jahr 2008.